# Jüdischer Friedhof (Dieuze)

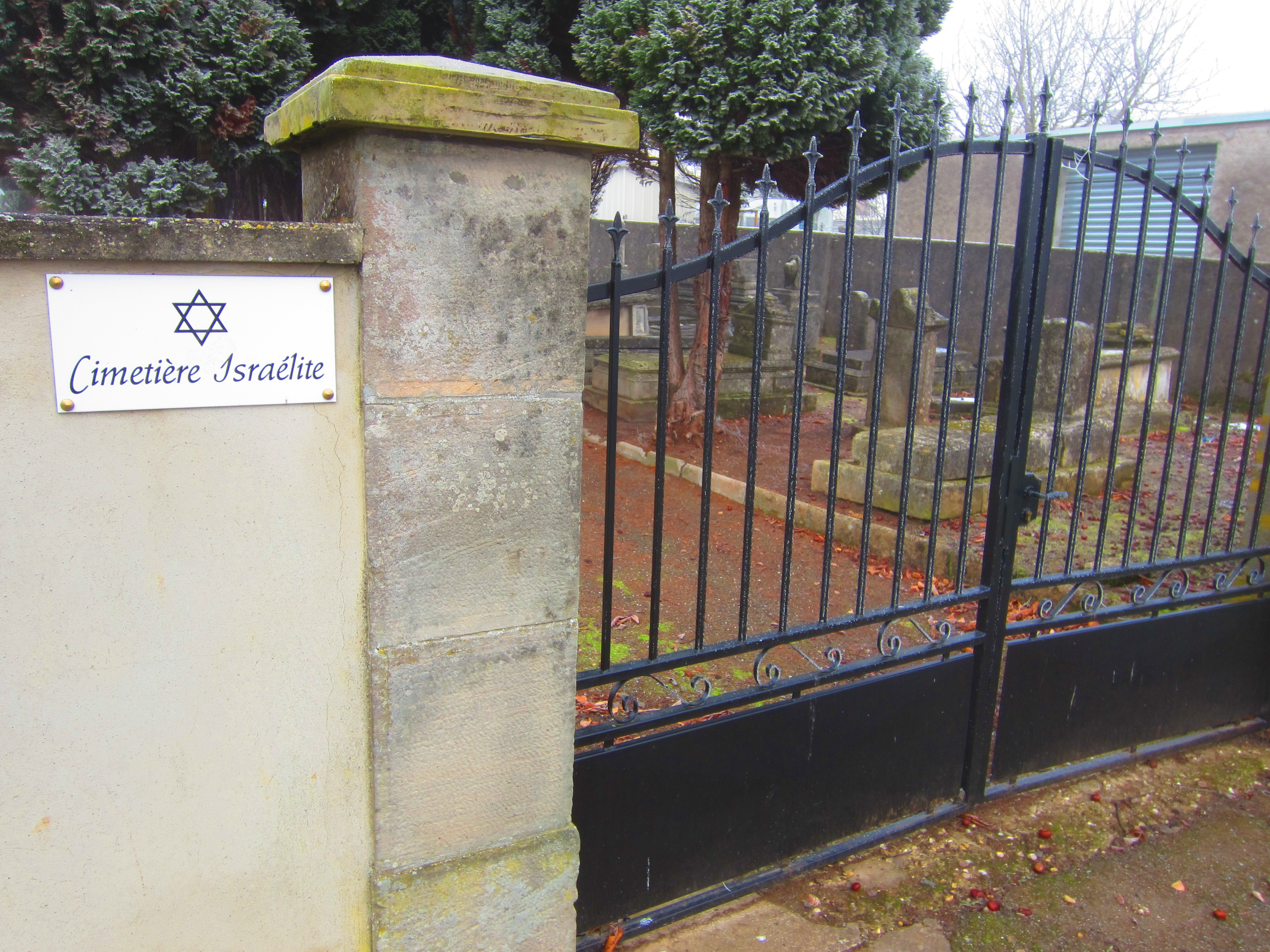
Eingang zum jüdischen Friedhof in Dieuze

Der Jüdische Friedhof in Dieuze, einer französischen Gemeinde im Département Moselle in der historischen Region Lothringen, wurde 1889 angelegt. Der jüdische Friedhof befindet sich am Chemin du Calvaire. 
Auf dem Friedhof sind noch viele Grabsteine erhalten.